# 萨莱姆 (巴伦西亚省)
萨莱姆，是西班牙巴伦西亚自治区巴伦西亚省的一个市镇。总面积9平方公里，总人口477人（2001年），人口密度53人/平方公里。